# Makula denza
Makula denza je skupek specializiranih epitelijskih celic v distalnih cevkah ob žilnem polu ledvičnega telesca (glomerulus). Celice makule denze so občutljive na ionsko sestavo in volumen vode v cevkah (so torej osmoreceptorji). V primeru zmanjšanega volumna sproščajo signalne molekule, ki promovirajo sekrecijo renina iz jukstaglomerulnih celic. Renin je pomembna komponenta renin-angiotenzin-aldosteron sistema (RAAS), ki uravnava krvni tlak in volumen. So sestavni del jukstaglomerulnega aparata.

## Celice makule denze
Same celice makule denze so izoprizmatske ter so višje in imajo bolj opazna jedra kot sosednje celice distalnih cevk. Zaradi bližine glomerulusa in jeder so celice makule denze opazno temnejše pod mikroskopom.

## Funkcija
Znižanje krvnega tlaka povzroči padec kapilarnega hidrostatskega pritiska in s tem povečano absorpcijo natrijevega klorida (NaCl) iz ledvičnih cevk v ledvično sredico. Celice makule denze zaznajo znižano koncetracijo natrijevih (Na+) in kloridnih ionov (Cl-) in se odzovejo na dva načina. Pri prvem sprožijo dilatacijo (razširitev) aferentnih arteriol, ki dovajajo kri v ledvično telesce, in s tem zmanjšajo njihovo upornost ter povečajo hidrostatski pritisk. Pri drugem načinu sproščajo prostaglandine, ki delujejo na jukstaglomerulne celice tako, da začnejo izločati renin v krvni obtok. V končni fazi renin povzroči povečano izločanje antidiuretičnega hormona (ADH), ki poveča prepustnost celic ledvičnih cevk za vodo in sečnino in povzroči vazokonstrikcijo (skrčitev) eferentinh arteriol, ter aldosterona, ki poveča absorbcijo Na+ in bikarbonata (HCO3-) ter izločanje kalijevih (K+) in vodikovih ionov (H+), in tudi na ta način poveča hidrostatski tlak na normalno vrednost.